# Campionat d'Europa de scratch masculí
|  | Aquest article és sobre la competició masculina. Per a la competició femenina, vegeu Campionat d'Europa de scratch femení |

El Campionat d'Europa de scratch masculí és el campionat d'Europa de Scratch organitzat anualment per la UEC. Es porten disputant des del 2014 dins els Campionats d'Europa de ciclisme en pista.

## Pòdiums dels Guanyadors
| Proves | Or                   | Plata                   | Bronze                 |
| 2014   | Otto Vergaerde (BEL) | Eloy Teruel (ESP)       | Edward Clancy (GBR)    |
| 2015   | Sebastián Mora (ESP) | Tristan Marguet (SUI)   | Adrian Tekliński (POL) |
| 2016   | Gaël Suter (SUI)     | Adrian Tekliński (POL)  | Wim Stroetinga (NED)   |
| 2017   | Adrien Garel (FRA)   | Krisztián Lovassy (HUN) | Roman Gladysh (UKR)    |